# سالکیه
سالکیه، روستایی از توابع بخش مرکزی شهرستان نائین در استان اصفهان ایران است.

## جمعیت
این روستا در دهستان لای سیاه قرار دارد و براساس سرشماری مرکز آمار ایران در سال ۱۳۸۵، جمعیت آن زیر سه خانوار بوده‌است.